# Чекалина (деревня)
Чекалина — деревня в Шатровском муниципальном округе Курганской области России.

## География
Деревня находится на севере Курганской области, в пределах юго-западной части Западно-Сибирской равнины, в подтаёжно-лесостепной зоне, на берегах реки Ростовка, на расстоянии примерно 7 километров (по дороге) до села Шатрова, административного центра района.

### Климат
Климат характеризуется как континентальный, с холодной продолжительной малоснежной зимой и коротким тёплым сухим летом. Среднегодовая температура — 0,3 °C. Средняя температура воздуха самого холодного месяца (января) составляет −14 — −4 °C (абсолютный минимум — −43 °С); самого тёплого месяца (июля) — 12 — 21 °C (абсолютный максимум — 37 °С). Безморозный период длится в среднем 133 дня. Годовое количество атмосферных осадков — 410 мм, из которых большая часть выпадает в тёплый период. Снежный покров держится около 148 дней.

## История
До 1917 года в составе Шатровской волости Ялуторовского уезда Тобольской губернии. По данным на 1926 год состояла из 175 хозяйств. В административном отношении являлась центром Чекалинского сельсовета Шатровского района Тюменского округа Уральской области.

## Население
| 1989 | 2002 | 2010 |
| ---- | ---- | ---- |
| 130  | ↘111 | ↘75  |

По данным переписи 1926 года в деревне проживало 643 человека (291 мужчина и 393 женщины), в том числе: русские составляли 99 % населения. 